# Caroline Wennergren
Caroline Wennergren (ur. 21 września 1985 roku w Rio de Janeiro) – szwedzka piosenkarka brazylijskiego pochodzenia.

## Dzieciństwo
Caroline Wennergren urodziła się w Rio de Janeiro i została oddana przez swoich rodziców do domu dziecka prowadzonego przez siostry karmelitanki. Jako pięciolatka została adoptowana przez Ingelę i Jana Wennergrenów, szwedzkie małżeństwo z Mölnlycke.

## Kariera muzyczna

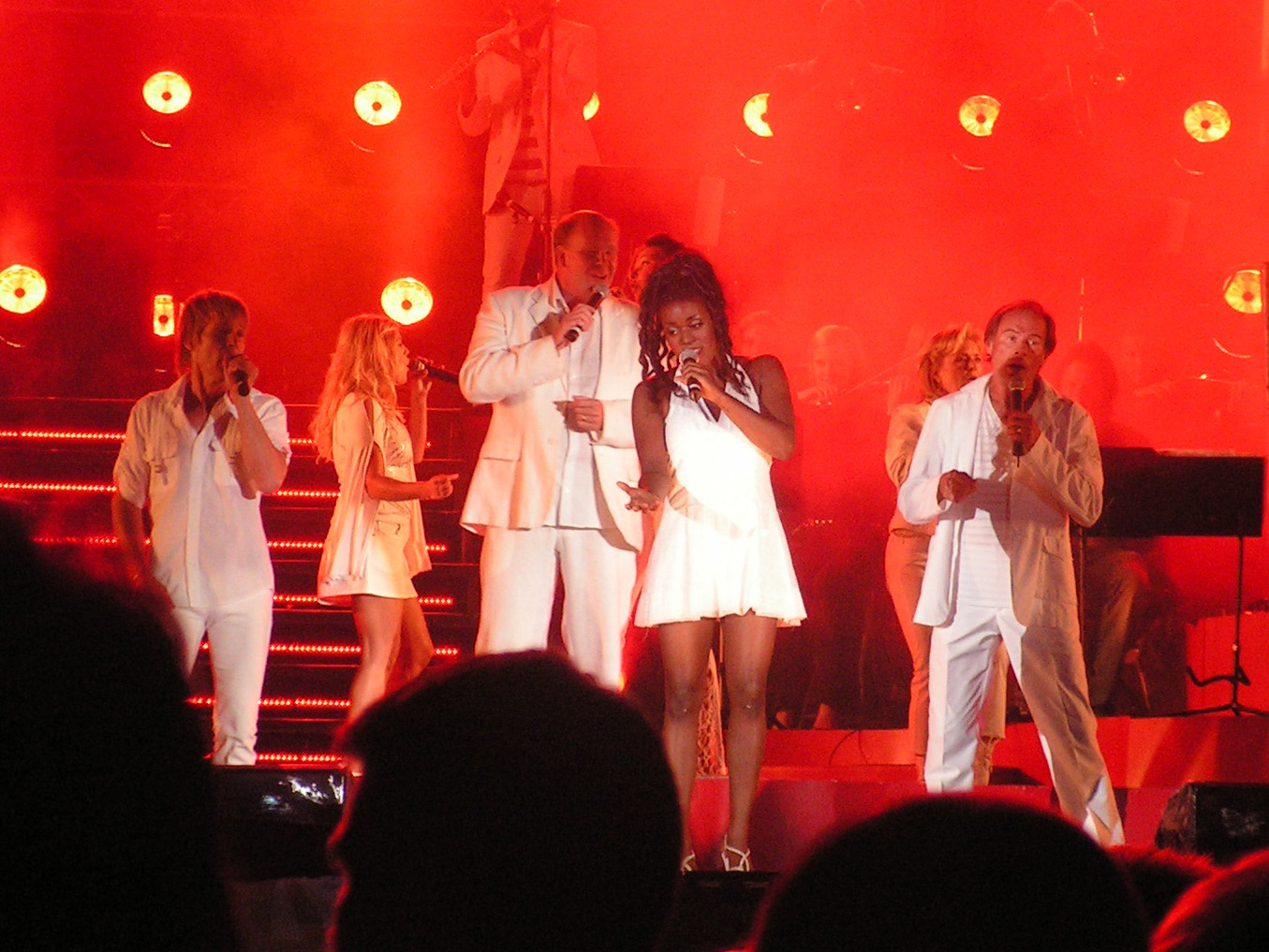
Caroline Wennergren podczas koncertu w 2006 roku

Piosenkarka zaczęła swoją karierę muzyczną w 2002 roku, kiedy to wystąpiła w szwedzkim programie Sikta mot stjärnorna, w którym wykonała utwór „A Tisket, a Tasket” przebrana za Ellę Fitzgerald.
W 2005 roku wzięła udział w krajowych eliminacjach eurowizyjnych Melodifestivalen, do których zgłosiła się z utworem „A Different Kind of Love”. 5 marca wystąpiła w czwartym półfinale selekcji i zakwalifikowała się do finału, w którym zajęła ostatecznie piąte miejsce. W tym samym roku wydała swoją debiutancką płytę studyjną zatytułowaną Bossa Supernova, na której znalazła się m.in. jej interpretacja piosenki „A Tisket, a Tasket” Elli Fitzgerald, a także utwór „A Different Kind of Love” oraz single „Doing the Bossa Supernova”, „A Heartache on the Side” oraz „You and I”.
W 2011 roku ukazała się jej druga płyta studyjna zatytułowana Drop Me Off in Harlem.
W 2015 roku wzięła udział w krajowych eliminacjach eurowizyjnych Melodifestivalen, do których zgłosiła się z piosenką „Black Swan”. 28 lutego wystąpiła w czwartym półfinale selekcji i zajęła ostatecznie piąte miejsce, przez co nie zakwalifikowała się do finału.

## Dyskografia

### Albumy studyjne
- Bossa Supernova (2005)
- Drop Me Off in Harlem (2011)